# Salcajá
Salcajá es un municipio del departamento de Quetzaltenango, localizado a 9 km de la ciudad de Quetzaltenango y a 192 km de la Ciudad de Guatemala en la República de Guatemala y forma parte de las 20 ciudades más importantes de Guatemala.
Después de la Independencia de Centroamérica en 1821, Salcajá fue parte del departamento Quetzaltenango, y en 1838 pasó al Estado de Los Altos, el cual fue aprobado por el Congreso de la República Federal de Centro América en ese mismo año. En el nuevo estado hubo constantes revueltas campesinas y tensión con Guatemala, hasta que las hostilidades estallaron en 1840, y el general conservador mestizo Rafael Carrera recuperó la región para Guatemala.
El departamento de Totonicapán/Huehuetenango permaneció como tal hasta el 12 de agosto de 1872, cuando la Revolución Liberal de 1871 ya había triunfado seis años después de la muerte del general Carrera; en ese fecha el gobierno de facto del presidente provisorio Miguel García Granados creó el nuevo departamento de Quiché tomando gran parte de los extensos territorios de Totonicapán/Huehuetenango y Sololá/Suchitepéquez. Desde ese momento, San Andrés Xecul pasó a ser parte del nuevo departamento de Totonicapán.
En el siglo xxi el municipio se incorporó a la Mancomunidad Metrópoli de los Altos, una entidad que involucra a varios municipios de los departamentos de Quetzaltenango y Totonicapán y que promueve el desarrollo sostenible de los mismos a mediano y largo plazo.
El mayor atractivo de Salcajá es la ermita Concepción la Conquistadora, fundada el 7 de mayo de 1524, y que fue la primera iglesia en Centroamérica. Este templo es también conocido como San Jacinto. Después de más de 400 años y varios terremotos, el edificio está cerrado a los visitantes particulares, pero aun se celebra la eucaristía cuando se realizan Bodas, Quinceaños y todos los sábados a las siete de la mañana . 
Esta población también es conocida por las manufacturas de los «cortes», la prenda inferior o "falda" parte de la indumentaria maya utilizada por las mujeres, la cual remonta sus orígenes a la época prehispánica y que todavía es utilizada por la población indígena de la región, así como por la producción del caldo de frutas, una bebida alcohólica tradicional. Este licor artesanal es de un vivo color rojo, debido a la fermentación de flores de hibisco juntamente con frutas de la región.

## Lugares por conocer en Salcajá
- La Ermita Concepción La Conquistadora
- La Laguneta Salcajá
- Parque central
- El Cerrito El Carmen
- Parque Artesanal 1, Zona 3
- Parque Artesanal 2, Zona 1
- Museo de Historia
- Parque El Carmen
- Mirador Salcajá Rudolf Walther
- Parque Rudolf Walther

El santo patrón de Salcajá es San Luis, Rey de Francia.

## División política
La cabecera municipal está catalogada como villa, y la división administrativa del municipio es la siguiente:
| División            | Listado | División                                                                                                   | Listado |
| ------------------- | --- | --- | --- |
| Barrios de la villa | 1. San Luís 2. El Carmen 3. La Cruz 4. El Calvario 5. El Cementerio 6. San Jacinto 7. Nuevo 8. Curruchique | 1. San Luís 2. El Carmen 3. La Cruz 4. El Calvario 5. El Cementerio 6. San Jacinto 7. Nuevo 8. Curruchique | 1. San Luís 2. El Carmen 3. La Cruz 4. El Calvario 5. El Cementerio 6. San Jacinto 7. Nuevo 8. Curruchique |
| Aldea               | Santa Rita                                                                                                 | Paraje | Las Flores                                                                                                 |
| Caserío             | El Tigre                                                                                                   | Cantón | Marroquín                                                                                                  |
| Sector              | San Antonio la Raya                                                                                        | Colonias                                                                                                   | Nueva, San José, Esfuerzo, La Paz, Villas de San Luís y Casa Blanca                                        |

## Geografía física
El municipio de Salcajá se encuentra ubicado en los Llanos de La Urbina, en el departamento de Quetzaltenango. Tiene una extensión de 12 km², de los cuales el 82.67% corresponde al casco urbano. Está ubicado sobre la carretera Interamericana, a 192 km de la capital y a 9 km de la cabecera departamental. 
El río Samalá constituye uno de sus principales atractivos naturales. Salcajá cuenta con tres cerros a su alrededor: La Victoria, Cerro de La Cruz y Cerrito del Carmen.

### Clima
Posee clima frío, con una temperatura promedio de 21.9 grados centígrados. La precipitación pluvial se da en los meses de junio a octubre, contribuyendo a que el suelo proporcione productos agrícolas y forestales.
La cabecera municipal de Salcajá tiene clima templado (Köppen: Csb).
| Parámetros climáticos promedio de Salcajá | Parámetros climáticos promedio de Salcajá | Parámetros climáticos promedio de Salcajá | Parámetros climáticos promedio de Salcajá | Parámetros climáticos promedio de Salcajá | Parámetros climáticos promedio de Salcajá | Parámetros climáticos promedio de Salcajá | Parámetros climáticos promedio de Salcajá | Parámetros climáticos promedio de Salcajá | Parámetros climáticos promedio de Salcajá | Parámetros climáticos promedio de Salcajá | Parámetros climáticos promedio de Salcajá | Parámetros climáticos promedio de Salcajá | Parámetros climáticos promedio de Salcajá |
| Mes                                       | Ene.                                      | Feb.                                      | Mar.                                      | Abr.                                      | May.                                      | Jun.                                      | Jul.                                      | Ago.                                      | Sep.                                      | Oct.                                      | Nov.                                      | Dic.                                      | Anual                                     |
| ----------------------------------------- | ----------------------------------------- | ----------------------------------------- | ----------------------------------------- | ----------------------------------------- | ----------------------------------------- | ----------------------------------------- | ----------------------------------------- | ----------------------------------------- | ----------------------------------------- | ----------------------------------------- | ----------------------------------------- | ----------------------------------------- | ----------------------------------------- |
| Temp. máx. media (°C)                     | 18.2                                      | 19.2                                      | 20.8                                      | 22                                        | 21.5                                      | 20.3                                      | 20                                        | 20.3                                      | 19.8                                      | 19.3                                      | 19.5                                      | 18.5                                      | 20                                        |
| Temp. media (°C)                          | 10.9                                      | 11.7                                      | 13.2                                      | 15.1                                      | 15.9                                      | 15.5                                      | 15.1                                      | 14.7                                      | 14.9                                      | 14.3                                      | 13.2                                      | 11.8                                      | 13.9                                      |
| Temp. mín. media (°C)                     | 3.7                                       | 4.3                                       | 5.7                                       | 8.2                                       | 10.3                                      | 10.7                                      | 10.2                                      | 9.2                                       | 10                                        | 9.3                                       | 6.9                                       | 5.1                                       | 7.8                                       |
| Precipitación total (mm)                  | 1                                         | 3                                         | 6                                         | 29                                        | 123                                       | 166                                       | 163                                       | 146                                       | 205                                       | 106                                       | 18                                        | 2                                         | 968                                       |
| Fuente: Climate-Data.org                  |                                           |                                           |                                           |                                           |                                           |                                           |                                           |                                           |                                           |                                           |                                           |                                           |                                           |

### Ubicación geográfica
Sus colindancias son:
- Norte y este: San Cristóbal Totonicapán, municipio del departamento de Totonicapán
- Noroeste: San Andrés Xecul, municipio del departamento de Totonicapán
- Oeste: Quetzaltenango, municipio del departamento de Quetzaltenango
- Sureste: Cantel, municipio del departamento de Quetzaltenango
- Sur: Cantel, municipio del departamento de Quetzaltenango[10]

| Noroeste: San Andrés Xecul | Norte: San Cristóbal Totonicapán |                                 |
| Oeste: Quetzaltenango      |                                  | Este: San Cristóbal Totonicapán |
|                            | Sur: Cantel                      | Sureste: Almolonga              |

## Gobierno municipal
Los municipios se encuentran regulados en diversas leyes de la República, que establecen su forma de organización, lo relativo a la conformación de sus órganos administrativos y los tributos destinados para los mismos.  Aunque se trata de entidades autónomas, se encuentran sujetos a la legislación nacional y las principales leyes que los rigen desde 1985 son:
| N.º | Ley                                                | Descripción |
| --- | -------------------------------------------------- | --- |
| 1   | Constitución Política de la República de Guatemala | Tiene una regulación legal específica para los municipios en los artículos 253 al 262. |
| 2   | Ley Electoral y de Partidos Políticos              | Ley de carácter constitucional aplicable a los municipios en el tema de la conformación de sus autoridades electas. |
| 3   | Código Municipal                                   | Decreto 12-2002 del Congreso de la República de Guatemala. Tiene la categoría de ley ordinaria y contiene preceptos generales aplicables a todos los municipios, e inclusive contiene legislación referente a la creación de los municipios.             |
| 4   | Ley de Servicio Municipal                          | Decreto 1-87 del Congreso de la República de Guatemala. Regula las relaciones entra la municipalidad y los servidores públicos en materia laboral. Tiene su base constitucional en el artículo 262 de la constitución que ordena la emisión de la misma. |
| 5   | Ley General de Descentralización                   | Decreto 14-2002 del Congreso de la República de Guatemala. Regula el deber constitucional del Estado, y por ende del municipio, de promover y aplicar la descentralización y desconcentración económica y administrativa.                                |

El gobierno de los municipios está a cargo de un Consejo Municipal mientras que el código municipal —ley ordinaria que contiene disposiciones que se aplican a todos los municipios— establece que «el concejo municipal es el órgano colegiado superior de deliberación y de decisión de los asuntos municipales […] y tiene su sede en la circunscripción de la cabecera municipal»; el artículo 33 del mencionado código establece que «[le] corresponde con exclusividad al concejo municipal el ejercicio del gobierno del municipio».
El concejo municipal se integra con el alcalde, los síndicos y concejales, electos directamente por sufragio universal y secreto para un período de cuatro años, pudiendo ser reelectos.
Existen también las Alcaldías Auxiliares, los Comités Comunitarios de Desarrollo (COCODE), el Comité Municipal del Desarrollo (COMUDE), las asociaciones culturales y las comisiones de trabajo. Los alcaldes auxiliares son elegidos por las comunidades de acuerdo a sus principios y tradiciones, y se reúnen con el alcalde municipal el primer domingo de cada mes, mientras que los Comités Comunitarios de Desarrollo y el Comité Municipal de Desarrollo organizan y facilitan la participación de las comunidades priorizando necesidades y problemas.
Los alcaldes que ha habido en el municipio son:
- 2012-2016: Miguel Ovalle[13]

## Historia
El asentamiento es muy antiguo, y hay pruebas arqueológicas de que existió una población ahí por lo menos desde el período Preclásico; la Misión Arqueológica Española realizó excavaciones en los años 70-80 del siglo xx, dirigidas por José Alcina Franch y Miguel Rivera Dorado, de las que se publicaron algunos artículos en la Revista Española de Antropología Americana.[cita requerida]

### Tras la Independencia de Centroamérica
Conformación de los Distritos del Estado De Guatemala tras la iindependencia del Reino de Guatemala de España.
| - Mapa de Guatemala en 1839, elaborado por el arquitecto británico Frederick Catherwood, quien visitó Guatemala en compañía del explorador estadounidense John Lloyd Stephens en comisión del presidente de los Estados Unidos, Martin Van Buren. - La Asamblea Legislativa del recién creado Estado de Guatemala estableció los distritos para impartir justicia en su territorio en 1825, y Totonicapán fue sede del circuito del mismo nombre en el distrito N.° 9 (Totonicapán); a este circuito pertenecían también Salcajá, San Cristóbal, Shejul, Vobos, San Carlos Sija y San Francisco. |

### El efímero Estado de Los Altos

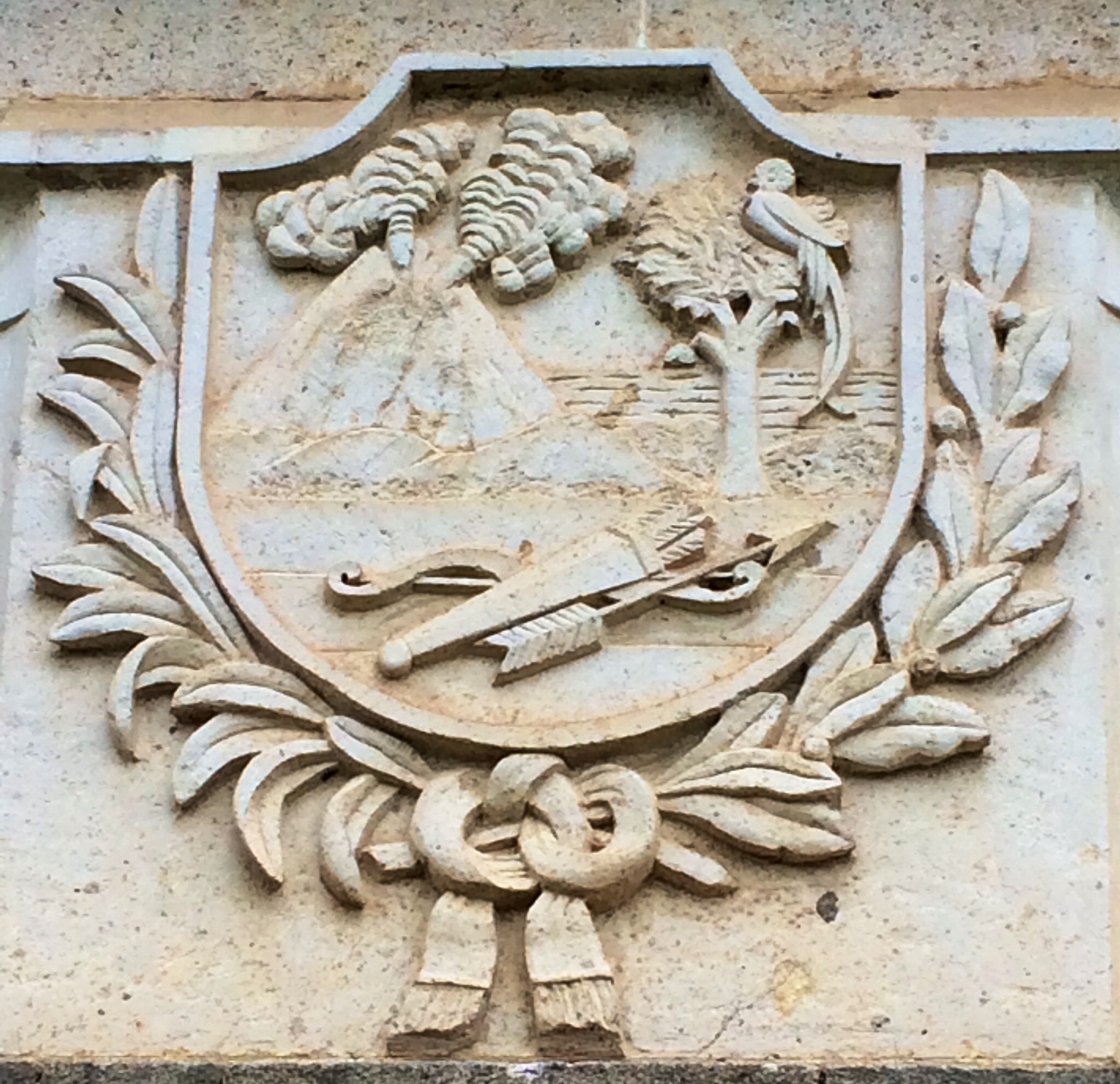
Escudo del Estado de los Altos

A partir del 3 de abril de 1838, Salcajá fue parte de la región que formó el efímero Estado de Los Altos y que forzó a que el Estado de Guatemala se reorganizara en siete departamentos y dos distritos independientes el 12 de septiembre de 1839: 
- Departamentos: Chimaltenango, Chiquimula, Escuintla, Guatemala, Mita, Sacatepéquez, y Verapaz
- Distritos: Izabal y Petén[15]

Las revueltas indígenas en el Estado de Los Altos fueron constantes y alcanzaron su punto crítico el 1.º de octubre de 1839, en Santa Catarina Ixtahuacán, cuando tropas altenses reprimieron una sublevación y mataron a cuarenta vecinos. Encolerizados, los indígenas acudieron al caudillo conservador Rafael Carrera, en busca de protección. Por otra parte, en octubre de 1839 la tensión comercial entre Guatemala y Los Altos dio paso a movimientos militares; hubo rumores de que el general Agustín Guzmán, militar mexicano que estaba al mando de las Fuerzas Armadas de Los Altos, estaba organizando un ejército en Sololá con la intención de invadir Guatemala, lo que puso a ésta en máxima alerta.
Tras algunas escaramuzas, los ejércitos se enfrentaron en Sololá el 25 de enero de 1840; Carrera venció a las fuerzas del general Agustín Guzmán e incluso apresó a éste mientras que el general Doroteo Monterrosa venció a las fuerzas altenses del coronel Antonio Corzo el 28 de enero.  El gobierno quetzalteco colapsó entonces, pues aparte de las derrotas militares, los poblados indígenas abrazaron la causa conservadora de inmediato; al entrar a Quetzaltenango al frente de dos mil hombres, Carrera fue recibido por una gran multitud que lo saludaba como su «libertador».
Carrera impuso un régimen duro y hostil para los liberales altenses, pero bondadoso para los indígenas de la región —derogando el impuesto personal— y para los eclesiásticos restituyendo los privilegios de la religión católica. El 26 de febrero de 1840 el gobierno de Guatemala colocó a Los Altos bajo su autoridad y el 13 de agosto nombró al corregidor de la región, el cual servía también como comandante general del ejército y superintendente.

### sigloXXI: Mancomunidad Metrópoli de Los Altos
Esta entidad se formó en el siglo xxi, cuenta con una extensión territorial de 871.06 km² y está compuesta por una población total de 364,258 habitantes. La Mancomunidad está conformada por los municipios de San Andrés Xecul y Totonicapán en el departamento de Totonicapán y por los municipios de San Carlos Sija, Sibilia, La Esperanza, San Juan Ostuncalco, Quetzaltenango, Zunil y Salcajá en el departamento de Quetzaltenango, los cuales se adhirieron a la entidad voluntariamente. Los municipios son representados a través de sus Consejos Municipales y «promueve el desarrollo local, integral y sostenible de los municipios integrantes mediante la formulación de políticas públicas municipales, planes, programas y proyectos, la ejecución de obras y la prestación eficiente de los servicios de su competencia, en forma individual y conjunta».

## Economía
Su economía se basa en la agricultura. Sus cultivos principales son maíz, trigo, frijol, haba y chilacayote, así como frutas de la región. Además de los tejidos (Trajes típicos), se trabaja la madera y se curten cueros de res y de venado. La mayor parte de los productos elaborados en Salcajá son comercializados en la cabecera departamental, aunque existen asociaciones que se unen para incursionar en mercados internacionales, además uno de los atractivos en Salcaja es el tradicional caldo de frutas un licor hecho a base de frutas.